# Amelia Hertzówna
Amelia Hertzówna (ur. 15 października 1879 lub 1878 w Warszawie, zm. 1942 w Warszawie) – polska pisarka i historyk kultury.

## Życiorys
Była absolwentką Uniwersytetu Latającego w Warszawie. Pod koniec lat 90. wyjechała za granicę. W Berlinie zdała egzamin maturalny jako ekstern. W 1904 uzyskała doktorat z chemii w Berlinie. Od 1905 publikowała dramaty i nowele. W latach 1908–1912 studiowała języki starożytnego Wschodu i archeologię na uczelniach w Heidelbergu, Monachium, Lipsku i Berlinie. W 1913 ukończyła École du Louvre. Po 1914 publikowała artykuły naukowe w czasopismach francuskich i niemieckich.
W dwudziestoleciu międzywojennym była nauczycielką w gimnazjach w Warszawie. W 1926 została członkiem Polskiego Towarzystwa Orientalistycznego Od 1930 prowadziła wykłady na Wolnej Wszechnicy Polskiej z zakresu historii pisma oraz dziejów cywilizacji starożytnego Bliskiego Wschodu. Była tam docentem. Podczas niemieckiej okupacji w 1941 aresztowało ją gestapo. Została zamordowana w więzieniu na Pawiaku.

## Twórczość
Pisała dramaty, opowiadania, książki dla dzieci, a także prace naukowe na temat Egiptu i historii kultury starożytnej.
Dramaty:
- Yseult o białych dłoniach (1905)[3] opublikowano w „Chimerze”
- Zburzenie Tyru (1906)[4]
- Fleur-de-Lys (1908)[5]
- Pastorale (1909)
- Siostra (1912)
- Wielki król (1919)[6]
- Dramaty zebrane, oprac. M. Lewko, Wydawnictwo KUL, 2003

Opowiadania:
- Spotkanie („Sfinks" 1917, nr 100-101),
- Poliksena („Świat" 1918, nr 23-26),
- Aszurbanapil („Świat" 1918, nr 42-44),
- W Krakowie („Świat"1918, nr 51-52),
- Prorok („Nowe Życie" 1924, z. 2-3),
- Książki i Janowa („Naokoło świata" 1927, nr 33),
- Maria i Anna („Naokoło świata" 1928, nr 49),
- Na dworze króla słońca („Naokoło świata" 1929, nr 61; przedruk z uwspółcześnioną ortografią: „Pole" 2024, nr 4(7)[7]),
- Wielki cesarz Czien-Lung i mała Czau-sien („Naokoło świata" 1931, nr 88)

Twórczość dla dzieci i młodzieży:
- Przygoda Kasi (1920-1921)
- Od Wisły do Nilu (1939)